# Музей электротранспорта в Донецке
Музей электротранспорта в Донецке(укр. Музей електротранспорту у Донецьку) — музей, основанный в 2010 году в Донецке, Донецкой области Украины.

## История

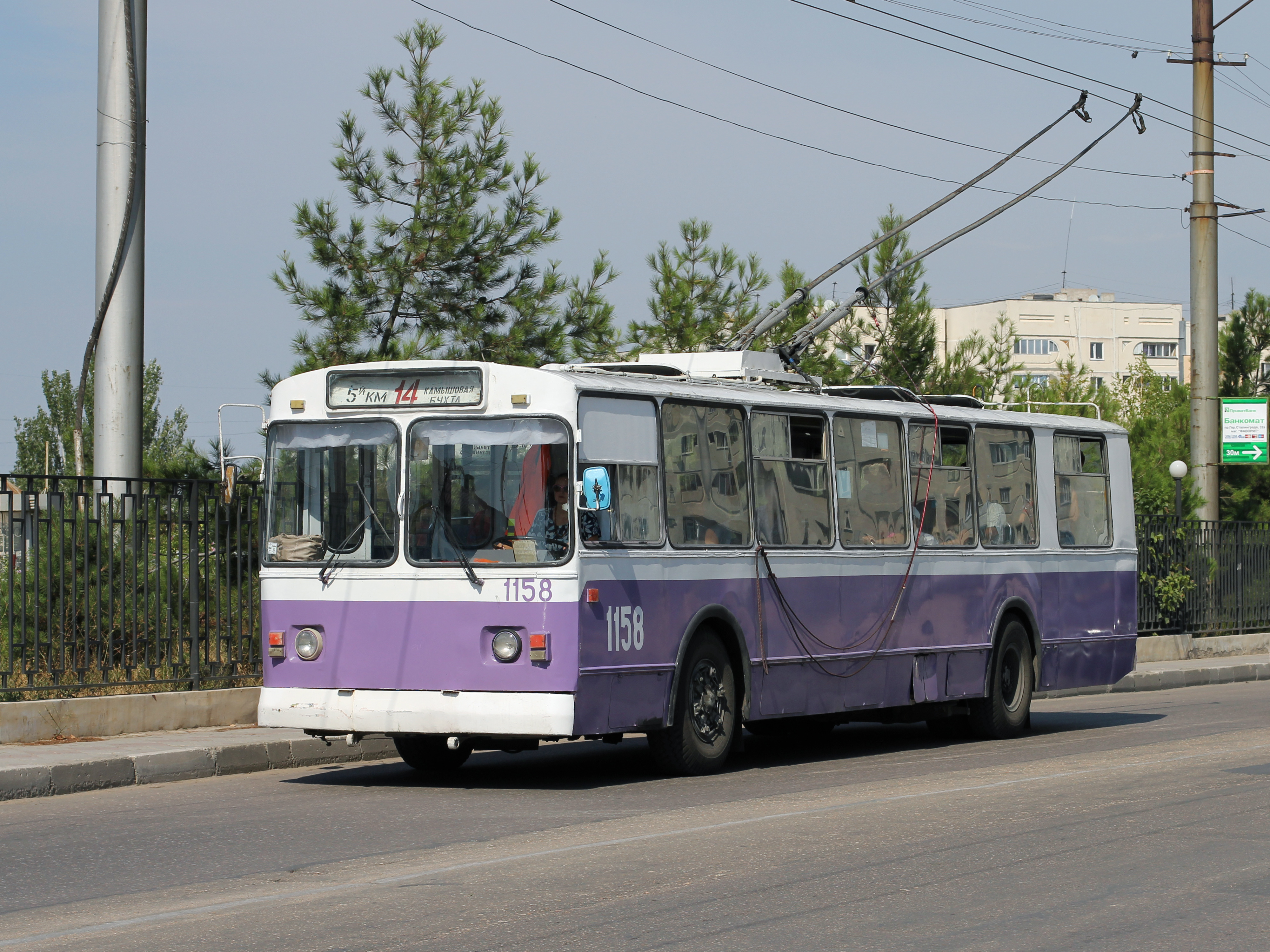
Троллейбус ЗиУ-9

Открыт в троллейбусе в январе 2010 года.
Первыми посетителями стали школьники.
Экспозиция располагается в списанном троллейбусе, который работники депо решили восстановить и сделать из него музей.
Автор музея, Мария Кайряк, работает в депо водителем.
Для постройки музея выделили троллейбус ЗиУ-9, награждённый орденом Трудового Красного Знамени, и 30 тысяч гривен. Для работы троллейбус отремонтировали, восстановили колёса и сиденья.

## Экскурсия
Просмотр экспонатов состоит из двух частей:
- В первой троллейбус проезжает по маршруту, а в это время посещающие слушают историю электротранспорта в Донецке[3].
- В второй люди приступают к просмотру выставки[3][4].

## Экспозиция
В экспозиции музея есть: книги о троллейбусах, фотографии, форма водителей.